# Плоштіна (Горж)
Плоштіна (рум. Ploștina) — село у повіті Горж в Румунії. Адміністративно підпорядковане місту Мотру.
Село розташоване на відстані 249 км на захід від Бухареста, 32 км на південний захід від Тиргу-Жіу, 85 км на північний захід від Крайови.

## Населення
За даними перепису населення 2002 року у селі проживали 1160 осіб.
Національний склад населення села:
| Національність | Кількість осіб | Відсоток |
| -------------- | -------------- | -------- |
| румуни         | 1085           | 93,5%    |
| цигани         | 75             | 6,5%     |

Рідною мовою назвали:
| Мова      | Кількість осіб | Відсоток |
| --------- | -------------- | -------- |
| румунська | 1090           | 94,0%    |
| циганська | 70             | 6,0%     |